# ゼミナール日本経済入門
ゼミナール日本経済入門（ゼミナールにほんけいざいにゅうもん）は日本経済新聞社グループが出版する日本経済のテキストである。1985年の初版から2014年の第25版まで版を重ね、累計発行部数70万部を超えるロングセラーである。1985年に日経・経済図書文化賞を受賞した。2015年に全面刷新され『新・日本経済入門』と題した。成長、循環、物価、財政、金融、貿易、為替、産業、雇用、環境などを解説する。
1999年度版まで日本経済新聞社編の名義であったが2000年度版から著者を三橋規宏、内田茂男、池田吉紀とした。出版社は2006年度まで日本経済新聞社、2007年度版から日本経済新聞出版社（日本経済新聞社出版局の後身）である。